# Sick Solution
Sick Solution — український хардкор-гурт із Вінниці, заснований у 2016 році. Починав як постхардкор/металкор-гурт, однак з 2020 року змінив звучання у напрямку сучасного металізованого хардкору. У 2021 році колектив став переможцем премії The Best Ukrainian Metal Act, здобувши звання найкращого метал-гурту України.

## Історія
Гурт Sick Solution було засновано у 2016 році у місті Вінниця. Перші роки існування колектив працював у жанрі постхардкору та металкору, орієнтуючись на такі гурти, як Parkway Drive і Architects. У 2019 році гурт випустив перший мініальбом — «воспоминания», присвячений тематиці внутрішніх переживань, кохання та страждання.
У 2020 році з виходом синглу «GODZILLA» гурт радикально змінив стиль, зробивши крок у бік сучасного хардкору під впливом гуртів Knocked Loose, Nasty та представників нової школи тяжкої сцени. У цьому новому звучанні Sick Solution поєднує агресивні рифи, мінімалістичну лірику та високу сценічну енергію.
У 2021 році Sick Solution здобув премію The Best Ukrainian Metal Act, ставши першим хардкор-гуртом, який переміг у конкурсі. Визнання супроводжувалося зростанням популярності колективу, запрошеннями на фестивалі та розширенням аудиторії.

## Стиль та впливи
Sick Solution працює у жанрах металізованого хардкору, битдауну та постхардкору. Колектив свідомо дистанціюється від традиційного олдскульного хардкору на кшталт Hatebreed чи Terror, натомість надихається новою хвилею агресивної важкої музики.
У музичному підході гурт віддає перевагу простоті, енергетиці, коротким хронометрам треків, іноді використовуючи елементи металкору, репу та навіть семплів. Лірика має характер лаконічних маніфестів, часто на соціальні теми.

## Дискографія

### Альбоми
- Hardcore Yakuza (2024)

### Мініальбоми (EP)
- «воспоминания» (2019)
- Hardcore Samurai (2021)
- «Гієна (Анафема)» (2024)

### Сингли
- «Остался один» (2018)
- «GODZILLA» (2020)
- «King Kong» (2022)
- «Ultraviolence» (2023)
- «Dark Souls» (2023)
- «Ацетоновий хрест» (2023)
- «БілийШум» (2023)
- «dance baby dance» (2024)
- «Месія» (2024)
- «Кровопроливач» (2024)
- «Sickies» (2024)
- «Сколопендра» (2024)
- «Ghidorah» (2024)
- «Чоло» (2025)
- «Зашморг» (2025)

## Виступи та фестивалі
Sick Solution виступав на ключових українських фестивалях і подіях:
- Faine Misto (2021[1], 2022[2], 2025[3])
- Kharkiv Hardcore Fest (2021)[4] (2023)[5]
- «Движение» (2021) [6]
- The Best Ukrainian Metal Act — переможець 2021 року[7]
- Місцеві хардкор-шоу, DIY-концерти, благодійні заходи

## Визнання
- The Best Ukrainian Metal Act 2021 — перемога на національній премії, що визначає найкращі метал-гурти України.[7]

1. ↑  Faine Misto (19 жовтня 2021). FAINE MISTO 2021 (Ukraine) - Official Aftermovie. Процитовано 16 серпня 2025 — через YouTube.
2. ↑  Файне місто (фестиваль). Вікіпедія (укр.). 5 серпня 2025. Процитовано 16 серпня 2025.
3. ↑  Файне місто (фестиваль). Вікіпедія (укр.). 5 серпня 2025. Процитовано 16 серпня 2025.
4. ↑  Kharkiv Hardcore (10 червня 2021). Sick Solution - video invitation to Kharkiv Hardcore Fest 2021. Процитовано 15 серпня 2025 — через YouTube.
5. ↑  Kharkiv Hardcore Fest 2023 Setlists. setlist.fm (англ.). Процитовано 16 серпня 2025.
6. ↑  «Движение» 10 и 11 декабря в More Music Club. secure.wayforpay.com (рос.). Процитовано 16 серпня 2025.
7. 1 2  The BUMA 2021: Sick Solution як найкращий метал-гурт та інші переможці. neformat (укр.). Процитовано 16 серпня 2025.